# 白细胞介素-17
白细胞介素-17家族（简称IL17家族）是一个促炎性细胞因子家族，成员有IL17A、IL17B、IL17C、IL17D、IL17E（也称为白细胞介素-25，IL-25）和IL17F。